# Baudime Jam
Baudime Jam (né à Clermont-Ferrand le 16 avril 1972) est altiste, compositeur et musicographe français.
Fondateur et l'altiste du Quatuor Prima Vista au sein duquel il se produit en France et à l'étranger depuis 1997, il s'est notamment fait connaître en composant des partitions originales pour l'accompagnement de films muets, en réalisant de nombreuses transcriptions pour quatuor à cordes, ainsi que par ses recherches sur le compositeur George Onslow auquel il a consacré deux ouvrages majeurs et plusieurs articles.
Ses partitions pour l'accompagnement de films muets ont été interprétées en France, en Angleterre, en Espagne, en Italie, aux Pays-Bas, en Pologne, en Russie, à Chypre, en Chine, aux États-Unis et en Afrique. Son travail d'écriture mis au service de chaque film se démarque des accompagnements improvisés, conceptuels, décalés ou avant-gardistes, au profit d'un souci de cohérence esthétique et d'intégration maximale à l'image. Au lieu d'aborder le répertoire cinématographique muet comme un champ d'expérimentations personnelles, il le traite avec le respect qui est dû aux grandes œuvres qui ne nécessitent aucune mise à jour puisque leur statut les situe de facto hors du temps, et donc hors des modes.
Son travail de recherche consacré à George Onslow lui a valu d'être invité comme conférencier à la Sorbonne (par l'OMF), à l'Université d'Oxford et à celle de Nottingham. Fervent défenseur de ce compositeur encore peu connu (ses quatuors ne sont quasiment pas enregistrés), il a interprété un grand nombre de ses œuvres en concert, de Londres à Saint-Pétersbourg en passant par New York et Clermont-Ferrand, et lui a consacré une exposition d'archives, et deux manifestations : le festival des Soirées Onslow dans les châteaux d'Auvergne, et la Journée Onslow qui s'est déroulée dans les lieux emblématiques de l'Histoire onslowienne. En 2019, il s'est vu décerner le Prix Histoire du Cercle Littéraire et Artistique Catherine-de-Médicis pour l’ensemble de son œuvre consacrée à George Onslow.

## Compositeur

### Musiques de films

#### Longs métrages
Fictions :
- Le Mécano de la General (Buster Keaton)
- Nosferatu (Friedrich Murnau)
- Le Pirate noir (Douglas Fairbanks)
- Les deux Orphelines (David Griffith)
- La Divine (Wu Yonggang)
- Deux Étoiles dans la voie lactée (Shi Dongshan)
- Les Ailes (William Wellman)
- Dr Jekyll & Mr Hyde (John Robertson)
- Nana (Jean Renoir)

Documentaires :
- Études sur Paris (André Sauvage)
- Nanouk l'Esquimau (Robert Flaherty)

#### Courts métrages
Fictions :
- La Maison hantée (Buster Keaton)
- La Maison démontable (Buster Keaton)
- L'Émigrant (Charlie Chaplin)
- Charlot fait du cinéma (George Nichols)
- L'Arrivée d'un train en gare de La Ciotat (Louis Lumière)
- Le Barbier fin de siècle (Pathé)
- Premier prix de violoncelle (Pathé)
- La Course des sergents de ville (André Heuzé)
- Voyage autour d'une étoile (Gaston Velle)
- Au royaume de l'air (Walter Lantz)
- Le Dîner de Félix le Chat (Otto Messmer)
- Les Hallucinations d'un pompier (anonyme) : 5 variations sur la chanson J'ai deux amours de Vincent Scotto[1]
- La Petite taupe et le parapluie (Zdeněk Miler)
- La Petite taupe jardinier (Zdeněk Miler)
- La Petite taupe et le carnaval (Zdeněk Miler)
- La Petite taupe et la sucette (Zdeněk Miler)
- Le Noël de la petite taupe (Zdeněk Miler)

Documentaires :
- Le Rhône, de Genève à la mer (Louis-Ernest Favre)
- La Femme française pendant la guerre (Alexandre Devarennes)
- Les Enfants de France pendant la guerre (Henri Desfontaines)
- No Man's land (archives ECPAD)
- Le Taldir (Pierre Louf)
- Pompon Rouge (Pierre Louf)
- Le Viaduc de Canardière (Paul Bertrand)
- Excursion nautique (Paul Bertrand)

### Arrangeur
- La Nouvelle Babylone (G. Kosinzew & L. Trauberg) : transcription pour quatuor à cordes et clarinette de la partition de Chostakovitch[1]
- Le Club des menteurs (C. Bowers.) : montage et enchainements de thèmes du répertoire classique

### Cycles de mélodies
- “Les Horizons perdus”
- “Les Chants de l’Innocence”

### Contes en musique
- "La Petite musique du diable"
- "La Tortue rouge"
- "Hulul"
- "Mais je suis un ours !"

## Publications
- George Onslow, Les Éditions du Mélophile, Clermont-Ferrand, septembre 2003, 560 pages.  (ISBN 2-9520076-0-8)
- Henri Thévenin, le compositeur oublié de Vichy, Études bourbonnaises, n° 302, juin 2005, p. 361-377
- Les Origines anglaises des Onslow, in Édouard Onslow: Un peintre en Auvergne, Un Deux Quatre éditions, 2005,  (ISBN 978-2913323858)
- Silent music : mythes et réalités
- George Onslow & l'Auvergne, Les Éditions du Mélophile, juillet 2011. 400 pages + cahier iconographique en couleurs de 72 pages.  (ISBN 978-2-95200-762-7)